# 한국주얼리고등학교
한국주얼리고등학교(韓國주얼리高等學校)는 대한민국 인천광역시 서구 백석동에 있는 사립 고등학교이다.

## 학교 연혁
- 1986년 1월 22일 : 한진실업고등학교 설립허가
- 1988년 7월 13일 : 한진학원 초대 오덕환 이사장 취임
- 1988년 10월 1일 : 한진고등학교 설립허가
- 1998년 7월 3일 : 학교법인 한진학원 설립허가
- 1999년 3월 1일 : 초대 노광훈 교장 취임
- 1999년 3월 3일 : 제1회 신입생 입학식
- 2001년 2월 15일 : 한진실업고등학교 제13회 졸업식(총 졸업생 2,807명)
- 2002년 2월 15일 : 한진고등학교 제1회 졸업식
- 2016년 3월 1일 : 한국주얼리고등학교로 교명 변경
- 2019년 4월 1일 : 제3대 오세응 이사장 취임
- 2020년 3월 1일 : 혁신지원사업(Ⅱ유형)선정 운영(교육부 인천광역시교육청)
- 2022년 2월 28일 : 혁신지원사업(Ⅲ유형)선정 운영(교육부 인천광역시교육청)
- 2022년 2월 28일 : 고교학점제 운영 선도학교
- 2022년 9월 1일 : 제4대 권영환 교장 취임
- 2023년 3월 2일 : 교과교실제 완공
- 2024년 1월 8일 : 제23회 졸업식
- 2024년 3월 4일 : 제26회 신입생 입학(76명)

## 설치 학과
- 주얼리디자인과

## 참고 자료
- 한국주얼리고등학교 - 한국교육학술정보원 학교알리미